# Trigaches
Trigaches is een plaats (freguesia) in de Portugese gemeente Beja en telt 540 inwoners (2001).